# Tyler Childers
Timothy Tyler Childers (21 giugno 1991) è un cantautore statunitense.

## Biografia
Originario della Contea di Lawrence (Kentucky), si è formato nella Contea di Johnson (Kentucky).
Nel 2011, all'età di 19 anni, ha pubblicato il suo primo album in studio dal titolo Bottles And Bibles. 
Nell'agosto 2017 ha pubblicato il suo secondo album Purgatory, prodotto da Sturgill Simpson e David Ferguson e registrato a Nashville. Nel gennaio 2025 la rivista Rolling Stone lo inserisce nella lista dei 250 migliori album del 21esimo secolo fino ad adesso, nella posizione 247. Nel settembre 2018 ha vinto il premio come "artista emergente" agli Americana Music Honors & Awards.
Il successivo album Country Squire viene pubblicato nell'agosto 2019. Nuovamente prodotto da Sturgill e Simpson, l'album contiene il brano All Your'n, che viene candidato ai Grammy Awards 2020 nella categoria "miglior performance country solista".
Nel settembre 2020 pubblica Long Violent History, album composto principalmente da brani eseguiti con il violino la cui "title-track" è una canzone di protesta che parla di razzismo, disordini civili e brutalità della polizia.
Nel settembre 2022 pubblica Can I Take My Hounds to Heaven?, un triplo album che contiene differenti remix di otto brani gospel. Si tratta del primo album dell'artista ad entrare nella "top 10" della classifica Billboard 200.
Nel luglio 2023 pubblica il singolo In Your Love, che anticipa l'uscita del suo sesto album in studio Rustin' in the Rain, pubblicato nel settembre seguente. Questo disco contiene una cover di Help Me Make It Through the Night di Kris Kristofferson.

## Discografia

### Album in studio
- 2011 - Bottles and Bibles
- 2017 - Purgatory
- 2019 - Country Squire
- 2020 - Long Violent History
- 2022 - Can I Take My Hounds to Heaven?
- 2023 - Rustin' in the Rain
- 2025 - Snipe Hunter

### EP
- 2013 - Live on Red Barn Radio
- 2014 - Live on Red Barn Radio II
- 2018 - Live on Red Barn Radio I & II
- 2019 - Reimagined